# Paprotno (Mazovie)
Pour les articles homonymes, voir Paprotno.
Paprotno (prononciation : [paˈprɔtnɔ]) est un village polonais de la gmina de Wyśmierzyce dans le powiat de Białobrzegi de la voïvodie de Mazovie dans le centre-est de la Pologne.
Il se situe à environ 3 kilomètres au sud de Wyśmierzyce (siège de la gmina), 11 km au sud-ouest de Białobrzegi (siège du powiat) et à 70 km au sud de Varsovie (capitale de la Pologne).

## Histoire
De 1975 à 1998, le village appartenait administrativement à la voïvodie de Radom.